# Сергий (Храмешин)
Рясофор Сергий (в миру — Сергей Николаевич Храмешин; род. 1976, Карачев, Брянская область, СССР) — российский религиозный деятель, религиовед и богослов. Ректор Славяно-греко-латинской академии (2010-2022 гг.) Проректор по научной работе Института социальных наук. Профессор, научный руководитель в СГЛА. Насельник Иосифо-Волоцкого ставропигиального мужского монастыря и благочинный подворья Иосифо-Волоцкого ставропигиального мужского монастыря в Москве. Эксперт Синодального отдела религиозного образования и катехизации Русской православной церкви. Почётный работник сферы образования Российской Федерации (2021).

## Биография
Родился в 1976 году в Карачеве Брянской области.
Его духовником был новомученик иеромонах Василий Росляков.
Службу в Российской Армии проходил в Военно-космических войсках  в должности командира пожарного отделения, также участвовал в первой чеченской компании, где будучи медицинским братом лечил раненых.
В октябре 1999 г. был хиротесан во чтеца епископом Тихвинским Константином (Горяновым).
Поставлен во иподиаконы архиепископом Брянским и Севским Мелхиседеком (Лебедевым).
Во период прохождения обучения в Смоленской духовной семинарии иподиаконствовал на службах митрополита Смоленского и Калининградского Кирилла (ныне патриарха Московского и Всея Руси).
В 2000-2001 гг. - в составе братии Свенского мужского монастыря Брянской епархии на послушаниях секретаря монастыря и заведующего канцелярией монастыря.
В январе 2015 г. в Андреевском скиту Ватопедского монастыря Святой Горы Афон был облачён в рясофор.
В 2014 г. патриарх Московский и Всея Руси Кирилл благословил подать на его имя прошение на принятие монашеского пострига. После чего на заседании коллегии синодального отдела по делам монастырей и монашествующих под председательством архиепископа Сергиево-Посадского Феогноста был определён в Новоспасский монастырь г. Москвы, где нёс послушания чтеца и проповедника.
В составе братии Иосифо-Волоцкого ставропигиального мужского монастыря с июня 2015 г. Неся послушание помощника настоятеля, курировал вопросы реставрации монастыря, взаимодействуя с министерством культуры РФ.
На обучение в Смоленской духовной семинарии, в Санкт-Петербургском государственном университете и в Финансовом университете при Правительстве РФ был благословлен патриархом Московским и Всея Руси Кириллом (Гундяевым).
В 2000 году окончил Смоленскую духовную семинарию по направлению «теология».
В 2004 году окончил философский факультет СПбГУ по специальности «политология».
В 2006 году окончил Киевскую духовную академию по направлению «теология».
В 2006 году завершил обучение во Всероссийском заочном финансово-экономическом институте (ныне Финансовый университет при Правительстве Российской Федерации) по специальности «финансы и кредит»
В 2009 году окончил Современный институт управления по специальности «психология», специализация "психология управления".
В 2014 году окончил магистратуру Института торговли по направлению «менеджмент, управление в сфере высшего образования».
В 2015 году окончил Институт социальных наук по специальности «юриспруденция».
Прошёл обучение соискателем по специальности «политические проблемы международных отношений глобального и регионального развития» в аспирантуре Республиканского гуманитарного института СПбГУ.
Закончил аспирантуру Российского университета дружбы народов по кафедре теории и истории международных отношений. Там же, в 2022 году, под научным руководством доктора философских наук, профессора О.В. Чистяковой успешно защитил диссертацию на соискание учёной степени кандидата философских наук по теме "Генезис философско-политической мысли блаженного Августина и формирование политического августинизма в контексте учения о «двух градах».
Получил высшее медицинское образование по специальности "медицинская психология".
Закончил Открытый институт делового администрирования по специальности Master of Public Administration).
Получил дополнительное образование в Государственной академии профессиональной переподготовки и повышения квалификации руководящих работников и специалистов инвестиционной сферы Высшей школы экономики (профессиональная переподготовка в области юриспруденции), Медицинском институте имени Боткина (профессиональная переподготовка в области психотерапии и нейропсихологии), Международной открытой группе университетов (профессиональная переподготовка в области клинической (медицинской) психологии).
В 2018 году окончил Общецерковную аспирантуру и докторантуру имени святых равноапостольных Кирилла и Мефодия.
Приказом Министерства высшего образования и науки Российской Федерации от 1 марта 2024 года присвоено ученое звание доцента (правовые науки).
Секретарь епархиального отдела по связям с вооружёнными силами и правоохранительными структурами.
Председатель редакционной коллегии научного журнала "Обозрение российской науки" и главный редактор научного рецензируемого журнала RU SCIENCE.
Аккредитованный эксперт Рособрнадзора.
В своё время занимал также должности директора медицинского института, главного врача медицинской организации, директора научно-образовательного центра, заведующего кафедрой истории и права в Современном институте управления и проректора Современного института управления.
В настоящее время является действующим медицинским работником, а также главным врачом медицинского центра.
«За значительные заслуги в сфере образования и многолетний добросовестный труд» Приказом Министерства науки и высшего образования № 1657 к/н от 29.12.2021 г. присвоено Почетное звание «Почетный работник сферы образования Российской Федерации». По сообщениям источников, это первое в истории Российской Федерации событие, когда за заслуги в сфере образования вручается почетное звание Российской Федерации духовному лицу.
Согласно данным Синодального отдела по делам монастырей и монашествующих, по благословению патриарха Кирилла, его текущее послушание разделено на монастырское и научно-образовательное.

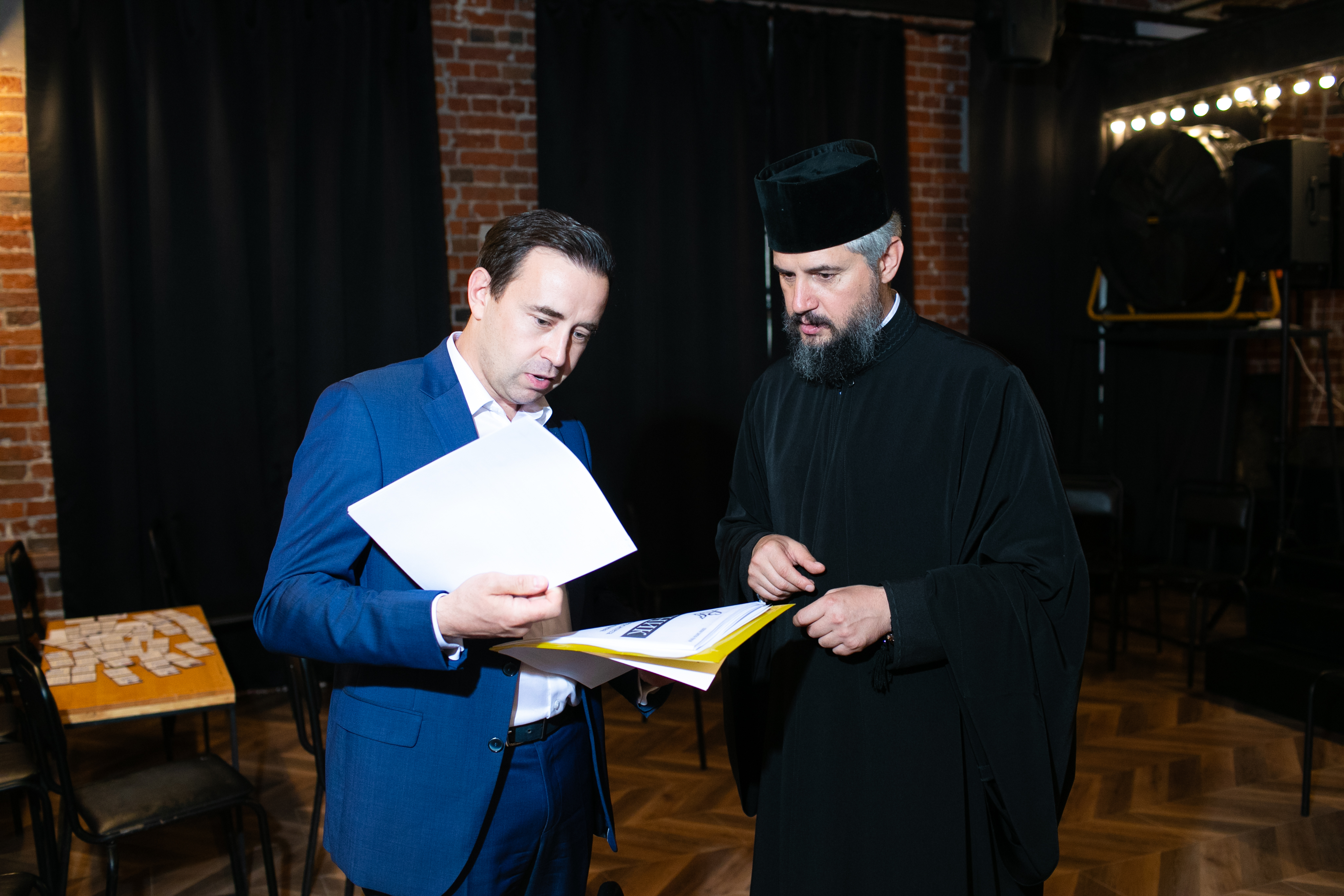
Ректор Славяно-Греко-Латинской Академии о. Сергий (Храмешин) обсуждает научную работу

Его книга «Иисусова молитва как средство стяжания Божественной благодати по святоотеческому учению» получила высокую оценку схиархимандрита Власия (Перегонцева).
Является автором более 85 публикаций: монографий, учебных изданий и научных статей по теологии, философии, религиоведению, медицине, психологии, экономике, истории, управлению и праву, а также составителем авторских курсов по психологии, управлению, истории, теологии, медицине, международным отношениям.
Регулярно выступает в качестве эксперта на центральных телевизионных каналах. Статьи Сергия (Храмешина) и интервью с ним публикуются в печатных и интернет-изданиях по вопросам образования, религиоведения, теологии, культурологии, истории, психологии, а также политики и международных отношений.

## Учёные степени и звания
- Доктор философии (PhD)
- Доктор Honoris Cause Восточно-европейского института
- Доцент (правовые науки)[15]
- Кандидат философских наук
- Доктор богословия[12]
- Профессор кафедры теологии
- Почетный доктор Восточно-Европейской Академии[25]

## Награды
- Почётное звание «Почётный работник сферы образования Российской Федерации» (2021)
- Патриаршая грамота
- Благословенная грамота митрополита Владимирского и Суздальского
- Почетная грамота Владимирского государственного университета
- Благодарность ГУ МЧС по г. Москве[12]
- Медаль Герой Российской Федерации полковник вн.сл. Е.Н. Чернышев «Жизнь во имя спасения»
- Медаль «Вера и Знание»
- Медаль «95 лет ДОСААФ»
- Орден общества биографических исследований WHO IS WHO
- Почетная грамота Министерства науки и высшего образования Российской Федерации[25]

## Взгляды

### По Украине
"...Культурную связь русских, украинцев и белорусов невозможно разорвать. Мы братские народы — с общей историей и верой, мировоззрением. Это единение произошло очень давно — в 988 году, во время Крещения Руси. Это событие стало духовной основой славянского единства. Именно после этого у нас появилась общая письменность, мы начали переводить Священное Писание, вместе учились его читать. Это было временем расцвета грамотности и выдающейся древнерусской культуры, время общей веры и дружбы".

## Научные труды

### Книги и учебные пособия
- Храмешин, С. Соотношение закона и справедливости в теории римского права : Учебное пособие / С. Храмешин. – Москва : СГЛА, 2023. – 174 с. – EDN SOQUNM.
- Храмешин, С. Теория государства и права в политическом августинизме : Учебное пособие / С. Храмешин. – Москва : Издательские решения, 2023. – 178 с. – ISBN 978-5-0059-8879-9. – EDN FJOIUH.
- Храмешин, С. Государство и право в политическом августинизме : Учебное пособие / С. Храмешин. – М., 2023. – 122 с. – EDN UOMBEB.
- Храмешин С. Н. Управление рисками. Методика измерения рыночного риска и оптимизации портфеля ценных бумаг в коммерческом банке. Wilmington: Open Business Administration Institute, 2012. — 66 с. ISBN 978-1530648955
- Психология религий. Краткий конспект лекций. / Сост. С. Н. Храмешин, А. В. Никитенко. — Las Gatos: Smashwords Ink., 2013. — 125 с.
- Храмешин С. Н., Минин С. Н. Проект Концепции создания и развития образовательных центров для монашествующих Русской Православной Церкви. Учебное пособие - хрестоматия для обучающихся по программам высшего и дополнительного профессионального образования по направлению "Теология" / Под общей редакцией С.Н. Храмешина. М: СГЛА, 2014. — 48 с. ISBN 978-1530562220
- Храмешин С. Н., Репина М. В. Валютные операции коммерческих банков в России» Экономические основы, понятия, классификации, регулирование и контроль. [б.м.] Издательские решения, 2016. — 40 с. ISBN 978-5-4483-5224-9
- Храмешин С. Н. Методики оценки VAR и стресс-тестирования портфельных инвестиций коммерческих банков. Учебное пособие. Wilmington: Open Business Administration Institute, 2016. — 90 с. ISBN 978-1530677139
- Храмешин С. Н., Шлепин В. В. Феномен Иисусовой молитвы. — Louisville: SGLA, CSIP, 2016. — 282 с. ISBN 1545230684
- Храмешин С. Н. Исследование отдельных аспектов феномена православной молитвы: религиоведческом контексте. [б.м.], 2017. — 116 с. ISBN 978-5-4483-8796-8
- Сергий (Храмешин). Основание Московской Духовной Академии : Исторические данные. — [б. м.] : Издательские решения, 2019. — 42 с. ISBN 978-5-4496-5377-2
- Храмешин С. Н. История религий. — Los Gatos: Smashwords, Inc., 2019. — 109 с. ISBN 9780463231562
- Храмешин С. Н. Догматическое богословие. — Los Gatos: Smashwords, Inc., 2019. — 120 с. ISBN 978-046-318-696-1
- Наука и религия. / Сост. С. Н. Храмешин. — Los Gatos: Smashwords, Inc., 2019. — 109 с. ISBN 978-0-463-23156-2
- Храмешин С. Н. Религиозный феномен личности человека. — Los Gatos: Smashwords, Inc., 2019. — 122 с. ISBN 9780463580615
- "Храмешин, С. Н." Предисловие / С. Н. Храмешин // Психология урбанизации и рурализации: опыт научного исследования причин, проблем и мотивации. – [б.м.] : Издательские решения, 2016. – С. 3. – EDN CEBAEE.

### Статьи
- Khrameshin S. (2023). The development of political Augustinism in the context of the conceptualization of the idea of a Christian state. Gosudarstvo i pravo. no. 12, pp. 150–155 DOI: 10.31857/S102694520022893-3
- Храмешин, С. Н. Гражданское общество, «гражданская теология» и политическая мораль Августина: компаративный анализ с античными учениями / С. Н. Храмешин // Государство и право. – 2023. – № 4. – С. 111-118. – DOI 10.31857/S102694520019728-1. – EDN RLCWEG.
- Храмешин, С. Н. Управление монастырями Святой Горы Афон по типику императора Мануила Палеолога / С. Н. Храмешин // Юридическая наука. – 2023. – № 3. – С. 225-227. – EDN DPIFYS.
- Храмешин, С. Н. Формирование законодательства и институтов государственной власти монашеской республики Святой Горы Афон в IX-XI веках / С. Н. Храмешин // Вопросы российского и международного права. – 2022. – Т. 12, № 5A. – С. 9-15. – DOI 10.34670/AR.2022.87.92.001. – EDN ULZLRJ.
- Храмешин, С. Н. Начальный период формирования монашеской общины на Афоне, ее организация и формирование первичных правовых документов / С. Н. Храмешин // Вопросы российского и международного права. – 2022. – Т. 12, № 7-1. – С. 7-14. – DOI 10.34670/AR.2022.30.63.001. – EDN RZGSNC.
- Храмешин, С. Н. Рец. на: Панищев, А. Л. Основы российской государственности / А. Л. Панищев. – Москва : Общество с ограниченной ответственностью «Научно-издательский центр ИНФРА-М», 2024. – 190 с. – ISBN 978-5-16-019549-0. – DOI 10.12737/2127018. – EDN UCCHFY.
- Храмешин, С. Н. Рец. на: Панищев, А. Л. Государство и право как феномены религиозного сознания человека / А. Л. Панищев. – Москва : Общество с ограниченной ответственностью «Научно-издательский центр ИНФРА-М», 2022. – 314 с. – (Научная мысль). – ISBN 978-5-16-017074-9. – DOI 10.12737/1660953. – EDN WPVRNH.
- Храмешин, С. Н. Влияние православной молитвы на формирование морально-этических норм в каноническом праве / С. Н. Храмешин // Новости науки : сборник статей III Международной научно-практической конференции, Пенза, 30 октября 2024 года. – Пенза: Наука и Просвещение, 2024. – С. 41-43. – EDN CDPPCA.
- Храмешин, С. Н. Влияние молитвы на формирование церковного права в православной традиции / С. Н. Храмешин // Eurasian research : сборник статей Международной научно-практической конференции, Пенза, 30 октября 2024 года. – Пенза: Наука и Просвещение, 2024. – С. 58-60.
- "Храмешин, С. Н." Православная молитва и её роль в развитии идей о праве и государстве в истории России / С. Н. Храмешин // Теоретические аспекты юриспруденции и вопросы правоприменения : сборник статей по материалам LXXXIX международной научно-практической конференции, Москва, 01 ноября 2024 года. – Москва: Общество с ограниченной ответственностью "Интернаука", 2024. – С. 70-74.
- Храмешин, С. Н. Датировка времени написания и идентификация авторства книги "Пастырь Ерма" / С. Н. Храмешин // Язык. Словесность. Культура. – 2022. – Т. 12, № 1-2. – С. 14-21. – DOI 10.34670/AR.2022.75.74.002. – EDN FZLQSW.
- Храмешин, С. Н. Этическое значение ἀγαθός в поэтической философии Гомера / С. Н. Храмешин // Язык. Словесность. Культура. – 2022. – Т. 12, № 1-2. – С. 22-31. – DOI 10.34670/AR.2022.37.39.003. – EDN PTBJHU.
- Khrameshin, S. Philosophy of Orthodox prayer: the concept of theosis and its anthropological aspects / S. Khrameshin // Recent scientific investigation : Proceedings of LXII International Multidisciplinary Conference, Shawnee, 04 ноября 2024 года. – Shawnee, 2024. – P. 152-156.
- Храмешин, С. Н.. Религиоведческое исследование проблемы соотношения теологии и психологии при изучении религиозного опыта личности человека / С. Н. Храмешин // Контекст и рефлексия: философия о мире и человеке. – 2022. – Т. 11, № 5-1. – С. 320-326. – DOI 10.34670/AR.2022.34.89.036. – EDN DHBDIP.
- Храмешин, С. Н. Влияние молитвенной практики на образовательный процесс: когнитивные и психологические аспекты / С. Н. Храмешин // Психологически безопасная образовательная среда: проблемы проектирования и перспективы развития : Сборник материалов VI Международной научно-практической конференции, Тула, 16 октября 2024 года. – Чебоксары: Издательский дом "Среда", 2024. – С. 125-126. – DOI 10.31483/r-114069. – EDN CIYNBA.
- Храмешин, С. Н. Проблема соотношения теологии и психологии / С. Н. Храмешин, А. В. Никитенко // Международный научно-исследовательский журнал. – 2023. – № 7(133). – DOI 10.23670/IRJ.2023.133.65. – EDN QJGONH.
- Храмешин, С. Н. Категория молитвы в русской религиозной философии / С. Н. Храмешин, А. Л. Панищев // Международный научно-исследовательский журнал. – 2023. – № 7(133). – DOI 10.23670/IRJ.2023.133.61. – EDN QGAGKO.
- Храмешин, С. Н. Учение о святом мученичестве в трудах блаженного Августина Иппонского / С. Н. Храмешин // Международный научно-исследовательский журнал. – 2023. – № 7(133). – DOI 10.23670/IRJ.2023.133.85. – EDN HODKVL.
- Храмешин, С. Н. Психологическая адаптация учащихся и студентов мигрантов в религиозной общине / С. Н. Храмешин, А. В. Никитенко // Международный научно-исследовательский журнал. – 2021. – № 8-2(110). – С. 190-193. – DOI 10.23670/IRJ.2021.110.8.073. – EDN AOPUIS.
- Khrameshin S.N. Theological foundations of treatise "the city of god" by Aurelius Augustine, PalArch's Journal of Archaeology of Egypt / Egyptology: Vol. 17 No. 7 (2020): PalArch’s Journal of Archaeology of Egypt/Egyptology.
- Храмешин, С. Н. Философское понимание религии и генезис теократической утопии "всеединства" в идеях В.С. Соловьева и их соотношение с мыслями блаженного Августина / С. Н. Храмешин С. А. Атаян, // Контекст и рефлексия: философия о мире и человеке. – 2019. – Т. 8. – № 4-2. – С. 241-248. – DOI 10.34670/AR.2019.32.14.001. – EDN LVMITD.
- Храмешин, С. Н. Феномен Боговоплощения у блаженного Августина Аврелия, в патристической традиции и неоплатонизме / С. Н. Храмешин, Н. В. Соколов // Контекст и рефлексия: философия о мире и человеке. – 2019. – Т. 8. – № 4-2. – С. 249-256. – DOI 10.34670/AR.2019.60.37.002. – EDN JUOAZO.
- Храмешин С.Н. Христианская молитва в русле интеллектуального развития человека // Культура и цивилизация. 2022. Том 12. № 6А. С. 15-21. DOI: 10.34670/AR.2023.91.44.003
- Храмешин С. Н. Философско-теологический спор Иосифа Волоцкого и Нила Сорского о землевладении и ведении хозяйства монастырями // Контекст и рефлексия: философия о мире и человеке. – 2016. – № 2. – С. 217-226.
- Храмешин С. Н. Молитвенные традиции и практики сельского населения России второй половины XIX - начала XX века // Контекст и рефлексия: философия о мире и человеке. – 2016. – № 3. – С. 148-156.
- Храмешин, С. Н. Когнитивные аспекты православной молитвы: влияние на разум и сознание / С. Н. Храмешин // Общественные науки в современном мире: политология, социология, философия, история : сборник статей по материалам LXXXVII-LXXXVIII международной научно-практической конференции, Москва, 01 ноября 2024 года. – Москва: Интернаука, 2024. – С. 16-19.
- Храмешин С. Н., Никитенко А. В. Психологические причины рурализации в России // Психология. Историко-критические обзоры и современные исследования. – 2016. – № 2. – С. 97-105.
- Храмешин С. Н., Никитенко А. В. Специфика мотивации работников сельского хозяйства // Психология. Историко-критические обзоры и современные исследования. – 2016. – № 4. – С. 141-149.
- Храмешин С. Н., Никитенко А. В. Феномен русского православия в социокультурной связи с крестьянством // Контекст и рефлексия: философия о мире и человеке. – 2018. – Т. 1В. – С. 260-266.
- Храмешин С. Н. Пасхальные молитвы в российских сёлах: традиции и трансформации // Контекст и рефлексия: философия о мире и человеке. – 2016. – № 4. – С. 153-162.
- Храмешин, С. Н. Когнитивные аспекты молитвы: влияние на внимание, память и эмоциональную регуляцию / С. Н. Храмешин // Новое слово в науке: стратегии развития : Материалы III Всероссийской научно-практической конференции с международным участием, Чебоксары, 24 октября 2024 года. – Чебоксары: Центр научного сотрудничества "Интерактив плюс", 2024. – С. 217-219. – EDN AVXFAA.
- Храмешин С. Н. Социальные аспекты подготовки православного духовенства для служения на сельских приходах. // Теория и проблемы политических исследований. – 2016. – № 4. – С. 224-236.
- Храмешин С. Н. Техника (умение) и методы молитвы в восточнохристианской религиозной традиции // Контекст и рефлексия: философия о мире и человеке. – 2016. – № 4. – С. 108-118.
- Храмешин С. Н., Никитенко А. В. Психологическая адаптация выпускников сельских школ к условиям ВУЗа // Психология. Историко-критические обзоры и современные исследования. 2016. № 3. С. 140-146.
- Храмешин С. Н. Церковь Рождества Пресвятой Богородицы Иосифо-Волоцкого мужского ставропигиального монастыря в селе Шестаково Волоколамского района (культуролого-религиоведческое исследование) // Культура и цивилизация. 2016. № 2. С. 281-289.
- Храмешин С. Н. Музей Библии Иосифа-Волоцкого монастыря в селе Теряево: культурологический анализ // Культура и цивилизация. – 2016. – № 4. – С. 393-400.
- Дергачёв Г. Б., Храмешин С. Н., Дадаян Д. С. Государственное регулирование рынка недвижимости: особенности и проблемы // Экономика и социум: современные модели развития. 2017. № 16. С. 99-109.
- Дергачёв Г. Б., Храмешин С. Н. Электронные инструменты учёта мнений граждан при определении приоритетов социально-экономического // Экономика и социум: современные модели развития. 2017. № 17. С. 140-147.
- Храмешин С. Н., Зиядуллаев У. С. Социально-экономические аспекты глобализации в современном мире. // Экономика и социум: современные модели развития. 2017. № 17. С. 92-107.
- Храмешин С.Н., Никитенко А.В. Психологическое поведение детей в условиях изменения общества // Психология. Историко-критические обзоры и современные исследования. 2018. Т. 7. № 5B. С. 223-238.
- Храмешин С.Н. Трансформация личности в православной молитве. «Сердце» как антропологический феномен // Психология. Историко-критические обзоры и современные исследования. 2018. Т. 7. № 6B. С. 295-303.
- Храмешин С.Н., Никитенко А.В. Значение и роль религиозно-общественных и религиозно-культурных условий в психологической адаптации детей при миграции // Психология. Историко-критические обзоры и современные исследования. 2018. Т. 7. № 6B. С. 323-328.
- Храмешин С. Н., Яницкий В. А. Особенности организации православного прихода на селе // Контекст и рефлексия: философия о мире и человеке. 2019. Т. 8. № 1B. С. 327-334.
- Храмешин С. Н., Яницкий В. А. Нравственно-ценностные ориентиры православной сельской общины, их передача и трансформация. // Контекст и рефлексия: философия о мире и человеке. 2019. Т. 8. № 1B. С. 335-344.
- Храмешин С. Н., Яницкий В. А. Нравственно-ценностные ориентиры православной сельской общины, их передача и трансформация // Контекст и рефлексия: философия о мире и человеке. 2019. Т. 8. № 1B. С. 345-352.
- Sergushina E.V, Kabanov O.V, Godunov I.V., Garkusha N.V., Krutykh E.V, Rustamova I.T., Khrameshin S.N., Sorochinsky M.A., Nikolskaya E.E. Relationship of professional and social selfdetermination of personality in modern conditions. PalArch's Journal of Archaeology of Egypt / Egyptology: Vol. 17 No. 7 (2020): PalArch’s Journal of Archaeology of Egypt/Egyptology.
- Aksenov I.A., Neverova N.V., Rybakova L.V., Sharoiko E.A., Syutkina M.Y., Linok L.V., Emelianova E.P., Panfilov S.A., Kabanov O.V. & Khrameshin S.N. Use of internet resources for distance learning of a foreign language. PalArch’s Journal of Archaeology of Egypt / Egyptology, 17(7) 2020, 5451-5457.
- Храмешин, С. Н. Организация Евангельских чтений с молодёжью как одна из форм миссионерского служения на сельском приходе / Д. О. Шудегов, С. Н. Храмешин // Контекст и рефлексия: философия о мире и человеке. – 2023. – Т. 12, № 7-1. – С. 134-146. – DOI 10.34670/AR.2023.53.93.012. – EDN LUZKZI.
- Храмешин, С. Н. Концепт Боговоплощения у Августина и его соотношение с патристической традицией и неоплатонической мыслью / С. Н. Храмешин // Научный альманах. – 2020. – № 12-2(74). – С. 181-183.
- Храмешин, С. Н. Духовное состояние русского общества на рубеже XIXXX веков / А.С. Селезнев, С. Н. Храмешин //// Контекст и рефлексия: философия о мире и человеке. 2023. Том 12. № 7А. С. 123-133. DOI: 10.34670/AR.2023.14.38.011